# Akkorokamui
Akkorokamui (アッコロカムイ), no folclore ainu é uma criatura em forma de peixe ou polvo gigante, que supostamente habita a Baía de Funka em Hokkaido, no Japão. Diz-se que seu enorme corpo vermelho pode ser visto de grande distância. Possivelmente, trata-se de um polvo ou lula-gigante.

## Fluido malcheiroso
Mistura de peixe e polvo com tentáculos disformes, o bicho chega a mais de 100 m de comprimento e sua pele é vermelha como o Sol nascente. Nos ataques, lança na água um líquido escuro e fedido. Pescadores do Norte do Japão levam foices para o caso de encontrá-lo.